# Arnold von Landsberg
 Arnold von Landsberg (* im 17. Jahrhundert; † im 17. Jahrhundert) war ein deutscher römisch-katholischer Geistlicher und Gesandter Kurkölns zu den Verhandlungen, die 1648 zum Westfälischen Frieden geführt haben. 

## Leben
Arnold von Landsberg entstammte dem bergischen und westfälischen Adelsgeschlecht Landsberg, aus dem zahlreiche namhafte Persönlichkeiten hervorgegangen sind. Er war ein Sohn des Vlothoer Amtsdrosten Bertram von Landsberg und dessen Ehefrau Elisabeth Wolf. 
1638 erhielt er ein Kanonikat am Dom zu Köln  und wurde Propst in Obernkirchen. In den Jahren von 1645 bis 1648 war er Gesandter Kurkölns (Hochstift Minden) bei den Verhandlungen in Münster, die zum Westfälischen Frieden geführt haben. Dabei war Franz Wilhelm von Wartenberg der Hauptgesandte Kurkölns. Von Landsberg war auch Interessenvertreter der katholischen Seite von Minden.
Zuletzt war Landsberg Großhofmeister bei dem Kölner Koadjutor Max Henrich. 